# 基勒梅特灣
64°52′S 63°7′W / 64.867°S 63.117°W
基勒梅特灣（Killermet Cove），是南極洲的海灣，位於葛拉漢地西岸，處於布賴德島西岸，在1950年繪入阿根廷政府地圖，現時由南極條約體系管理。